# Парк 850-летия Москвы
Парк 850-летия Москвы — парк в Юго-Восточном административном округе Москвы на территории района Марьино.

## Расположение
Парк находится на левом берегу Москвы-реки, в 10-15 минутах ходьбы от станции метро Марьино и железнодорожной платформы Курьяново. Расположен между Москвой-рекой и автодорогой, включающей в себя Батайский проезд и Поречную улицу по обе стороны от Братеевского моста.

## История
Парк был торжественно открыт в 1997 году, в годовщину 850-летия города. В день открытия парка на его территории был установлен памятный камень.

## Описание парка
Парк вытянут вдоль берега Москвы-реки. Его площадь составляет 71,6 га.
После строительства третьей очереди (до Ставропольской улицы) площадь парка увеличится примерно на треть и составит около 200 га.
Ко дню города в 2012 году в парке проложена одна из первых в Москве велосипедных дорожек от района Марьино до района Капотня.

## Реконструкция
В 2017—2018 годах парк 850-летия Москвы был комплексно обновлён в рамках программы создания комфортной городской среды «Мой район».
В 2017 году в рамках программы города Москвы по развитию индустрии отдыха и туризма на 2012—2018 годы началась реконструкция первой очереди парка вдоль Батайского проезда. В процессе её проведения предусмотрено оборудование парка многофункциональными спортивными площадками, катком, площадками для настольного тенниса, а также велодорожкой.
В 2018 году завершилась вторая очередь реконструкции. В октябре 2018 года обновлённый парк открыл для москвичей мэр Москвы Сергей Собянин. Было благоустроено порядка 5 километров левого берега Москва-реки и создана новая досуговая инфраструктура. Новые объекты, которые появились в парке: амфитеатр на 320 мест, 14 детских площадок, 16 спортивных площадок, 6 площадок для выгула собак, скейт-парк и 3 памп-трека. В парковом павильоне «Гребной спортивный центр» была организована тренировочная база Федерации гребного спорта, а также реконструирована трасса для лыжероллеров. Также в парке появилось более 30 новых павильонов, включая пункты проката, торговые точки и кафе, туалеты.

## Достопримечательности парка

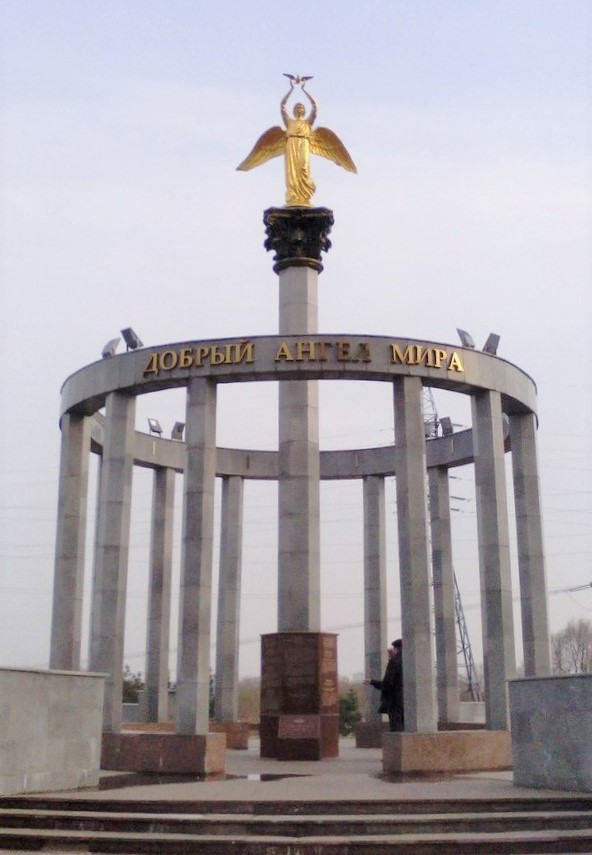
Архитектурный комплекс «Добрый ангел мира»

### Памятник студенческим приметам
Памятник «Счастливому пятаку». Открыт 27 июня 2008 года. Выполнен по эскизам студентов Московского архитектурного института. Представляет собой пятиметровый круг из красного гранита с названиями многих московских вузов. В центре памятника — металлический «пятак» образца 1978 года, рядом — стоптанные ботинки, которые при желании можно «примерить» и бронзовая студенческая зачётная книжка. Говорят, приносит удачу на экзаменах.

### Архитектурный комплекс «Добрый ангел мира»
8 июня 2007 года, в преддверии Дня России, в парке 850-летия Москвы состоялось торжественное открытие Архитектурно-паркового Комплекса «Добрый Ангел Мира» в Москве. Памятник является символом мира и данью памяти меценатам двадцатого века.

### ПамятникХансу Кристиану Андерсену
Памятник известному датскому писателю-сказочнику (прозаику и поэту) открыт 14 октября 2017 года.
Авторами являются заслуженные художники Армении и России Ваге и Микаэл Согоян.
Эти скульпторы известны по памятнику «Жертвам безвинным, сердцам милосердным», посвящённому жертвам Спитакского землетрясения 1988 года в Гюмри.
Помимо самого сказочника XIX века, в скульптуру вошли Дюймовочка, которая сидит на цилиндре писателя, идущий рядом Гадкий утёнок и мистический зонтик Оле Лукойе — его Андерсен держит в руке.
Памятный камень на месте будущего памятника был заложен ещё в 2005 году.